# Beningaburg
de Beningaburg is een middeleeuws kasteel in Oost-Friesland, in de plaats Dornum in de landkreis Aurich in de deelstaat Nedersaksen in Duitsland.
Rond 1400 waren er drie kastelen in Dornum, de Westerburg, de Norderburg en de Osterburg, die later in 1717 de naam Beningaburg kreeg, door de toenmalige bewoners, de familie Beninga. Van de oorspronkelijke drie vleugels van de Oster- of Beningaburg zijn nog slechts twee vleugels overgebleven. Het twee verdiepingen hoge poortgebouw met zijn mooie ronde poort werd in 1567 gebouwd door ridder Folkmar Beninga. 
Momenteel is in het kasteel een hotel en restaurant gevestigd.